# Daniel Adair
Daniel Patrick Adair (Vancouver, 19 febbraio 1975) è un batterista e compositore canadese, noto per la sua militanza nei 3 Doors Down e nei Nickelback.

## Biografia
Nato e cresciuto a Vancouver, Daniel Adair cominciò a suonare la batteria all'età di 13 anni, grazie all'influente presenza del padre (anch'egli un batterista) e ad un primo ascolto dell'album Hemispheres dei Rush. Studiò da autodidatta fino ai 22 anni, influenzato da numerosi batteristi rock e metal (Neil Peart, John Bonham, Tim Alexander, Lars Ulrich, Vinnie Paul Abbott) e jazz (Dennis Chambers, Vinnie Colaiuta, Dave Weckl, Virgil Donati). Ha raccontato che il suo amore per le percussioni è nato quando in vacanza con suoi genitori da bambino ha visto un gruppo suonare dal vivo e non riusciva a staccare di dosso gli occhi dalla batteria. Ha altresì raccontato di quando sempre da bambino è andato a vedere un concerto dei Rush e ha sentito per la prima volta un assolo di Neil Peart e ha detto " vorrei far sentire anche io un bambino suonando la batteria come Neil Peart mi ha fatto sentire in quel momento". Ha più volte ribadito di come Neil Peart sia il suo idolo dietro i tamburi. 
Nel 1995 diviene cofondatore (insieme al chitarrista David Martone) della sua prima band, i Martone, di genere jazz fusion, con i quali registrò il suo primo album, Shut Up 'N Listen, lo stesso anno. Nel 2002 partecipò alle audizioni per il ruolo di batterista nei 3 Doors Down, venendo ingaggiato. Con loro registrò un album live e uno in studio, prima di lasciare la band nel 2005 per entrare, subito dopo, nei Nickelback. Oggi è uno dei migliori batteristi moderni, fungendo da modello per molti giovani batteristi, applicando in canzoni rock molte tecniche jazz. Sino al 2008 ha usato come batteria la pearl,poi passando alla Drum Workshop, usata ancora oggi per i suoi tour con i Nickelback. è stato selezionato tra i top rock drummers del 2017.

## Discografia

### Con i Martone
- Shut Up 'N Listen (1995)
- Zone (1999)
- A Demon's Dream (2002)
- When Aliens Come (2006)
- Clean (2008)

### Con i 3 Doors Down
- Another 700 Miles (2003)
- Seventeen Days (2005)

### Con i Nickelback
- All the Right Reasons (2005)
- Dark Horse (2008)
- Here and Now (2011)
- No Fixed Address (2014)
- Feed the Machine (2017)

### Altre apparizioni
- Theory of a Deadman – Gasoline (2005)
- Bo Bice – The Real Thing (2006)
- Burn Halo – Burn Halo (2009)
- Thornley –	Tiny Pictures (2009)